# Bernardino Batista
Bernardino Batista är en kommun i Brasilien.   Den ligger i delstaten Paraíba, i den östra delen av landet, 1 500 km nordost om huvudstaden Brasília. Antalet invånare är 3 075.
Omgivningarna runt Bernardino Batista är huvudsakligen savann. Runt Bernardino Batista är det ganska glesbefolkat, med 42 invånare per kvadratkilometer.